# 辖得里
萧霞赖（?—?），遼朝（契丹）官员，又作辖得里。锄得部人。锄得部即初鲁得部，为萧氏。
自辽太祖诸弟之乱，北府南府宰相名族多罹祸，其位久虚，913年三月，辽太祖以夷离毕只里古摄南府宰相，辖得里摄北府宰相，总管政务。据《萧孝恭墓志》，辖得里为萧惟信、萧惟忠之先祖，爱新觉罗乌拉熙春的《初鲁得氏族考》认为辖得里即萧惟信、萧惟忠的五世祖萧霞赖，以契丹文音译以为辖得里当为辖里得之误。921年，以皇弟耶律苏为南府宰相。926年九月初八日，南府宰相耶律苏卒。萧霞赖为南府宰相。

## 传記資料
- 《遼史》第二卷 本纪第二